# Allium taishanense
Allium taishanense — вид рослин з родини амарилісових (Amaryllidaceae); ендемік Китаю.

## Опис
Цибулини одиночна або скупчена, субциліндрична, близько 0,5 см у діаметрі, прикріплена до косого, кремезного кореневища; оболонка  сірувато-чорна. Листки широколінійні, коротші від стеблини, 7–10 мм завширшки, знизу 1-кутові, шершаво-дрібнозубчасті вздовж кута та краю. Стеблина 22–27 см, двогранна, шершаво-дрібнозубчасті вздовж граней, вкрита листовими піхвами лише в основі. Зонтик майже півсферичний, багатоквітковий. Оцвітина від блідо-червоної до білої; сегменти яйцювато-довгасті; зовнішні 3.2–3.8 × 1.7–1.9 мм; внутрішні 3.7–4.6 × 2.2–2.5 мм. Період цвітіння: вересень.

## Поширення
Ендемік Китаю — південний Шаньдун.
Населяє схили; 300–600 м.